# Procecidochares minuta
Procecidochares minuta es una especie de insecto del género Procecidochares de la familia Tephritidae del orden Diptera.
 Snow la describió en el año 1894.
Se encuentra en Estados Unidos.